# 莫斯科第一鐘錶廠
莫斯科第一鐘錶廠（俄語原名：Первый Московский часовой завод，縮寫:1Мчз）係根據史達林在1930年的命令而建立的。當時，該廠是蘇聯的第一座鐘錶製造廠。通過其在美國所設立的苏美贸易公司，蘇聯分別在1929年買下了在紐約布魯克林區的Ansonia鐘錶公司及俄亥俄坎頓的Dueber-Hampden製錶公司，並將這兩廠的原料與生產工具通通運回莫斯科以建立該廠。為了完成「五年計畫」的其中一個目標，21名前Dueber-Hampden的員工被聘任至莫斯科繼續生產並教導俄羅斯工人生產鐘錶產品。然而，有趣的是，該廠最初的產品依然掛上Dueber-Hampden的招牌。

## 名字的變更
莫斯科第一鐘錶廠原稱為「國家第一鐘錶廠」(First State Watch Factory)，但蘇聯領導人基洛夫於1934年被刺殺後，為紀念基洛夫而將其命名為「基洛夫」(Kirov)。二次大戰期間，工廠曾一度遷往烏拉爾山脈，直至戰爭結束，工廠遷回莫斯科後，才易名為「莫斯科第一鐘錶廠」。1961年，加加林配帶著莫斯科第一鐘錶廠的"Shturmanskie"(領航員)手錶，成為世界第一個太空人後，工廠使開始生產「寶傑」(Poljot)為品牌的手錶，因此錶廠亦被稱為「寶傑」。

## 手錶技術

### 三針手錶

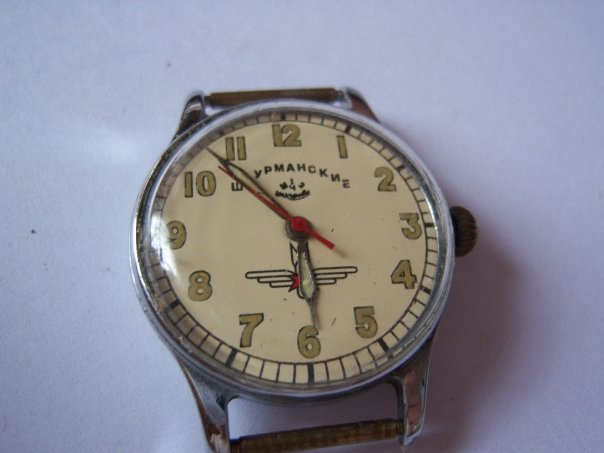
Shturmanskie手錶。錶盤上可以看到莫斯科第一鐘錶廠的簡稱1Мчз。

由於蘇聯的鐘錶技術在當時遠落後於西方國家，處於剛起步的階段，因此通過收購美國的Dueber-Hampden作為取得技術及工具來源。但Dueber-Hampden的生產技術及工具並非最先進，生產出來的產品質素不算太高，為了提高生產技術，於1936年，蘇聯政府轉移與當時處於財政困難的法國鐘錶廠商Lip，購買其生產技術。Lip為蘇聯提供零件、機芯、生產工具，甚至派員往莫斯科培訓當地的工人，莫斯科第一鐘錶廠以Lip的機芯為基礎，生產自製機芯：用於的Pobeda的41m - 32yH（基於R26），閃電牌的3602（基於R36），Zim（基於R40）及Zvezda（基於T18）。
日後的41m - 31yH（用於Shturmanskie）成為了第一只航天手錶，莫斯科第一鐘錶廠其後更開發出2209（Vympel），2220的超薄機械手錶（2209的厚度為2.9mm 2220的厚度為1.85mm）。1963年在萊比錫國際鐘錶展上Vympel更取得金獎。自動機械錶方面亦發展出2415, 2416兩種機芯，其機芯厚度亦只有3.9mm。
Lip的技術為整個蘇聯手錶工業建立了基礎，除了莫斯科第一鐘錶廠外，莫斯科第二鐘錶廠、奇斯托波爾鐘錶廠、火箭牌、閃電牌和Zim等，都以Lip的技術發展出不同種類的機芯。

### 計時碼錶

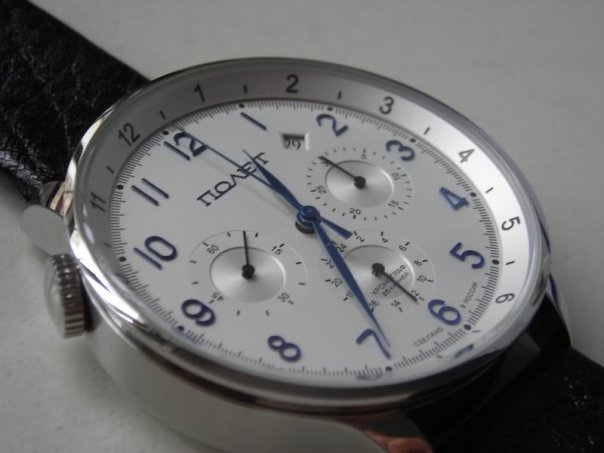
使用31681機芯的Poljot Journey手錶。

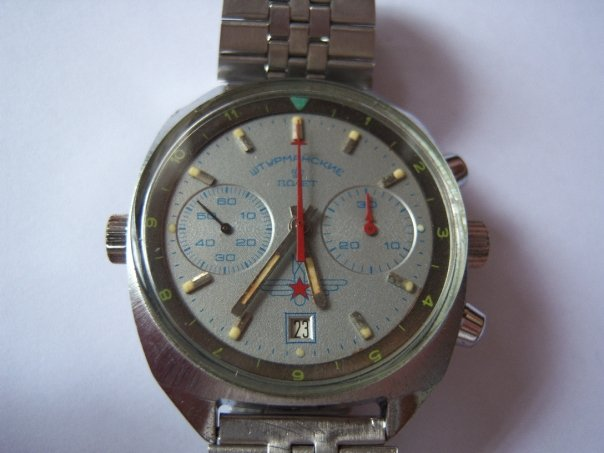
使用3133機芯的 Shturmanskie。

由於計時碼錶是空軍的配備之一，因此蘇聯亦積極引進計時碼錶的機蕊技術。
早於1940年代開始莫斯科第一/第二鐘錶廠生產基於瑞士Venus 175機芯，名為3017的計時碼錶機芯。而且在二戰結束後，戰後條約規定蘇聯可以取得德國的工業設備及零件作為賠償之用。位於格拉斯許特，替德國空軍生產計時碼錶的帝瑪錶，整家工廠被搬至蘇聯。莫斯科第一鐘錶廠使用這些來自德國的設備及零件，製造基於UROFA-59機芯的Kirova計時碼錶。進一步提升其鐘錶技術。但由於維護不易，跟蘇聯的生產哲學不相符，在1973年，由於當時處於「石英危機」，著名的機芯廠Valjoux為了完成新一代7750自動碼錶機芯的開發和增加公司現金，因此Valjoux向蘇聯提出出售其生產工具及生產權利。終在1974年，蘇聯同意購買Valjoux 7734的生產工具及其權利，在莫斯科第一鐘錶廠自行生產蘇製的Valjoux 7734；經過了部份的修改後，該機芯重新命名為3133。

### 其它
除此以外，莫斯科第一鐘錶廠在1959年基於AS機芯，生產2612的鬧錶機芯；在七八十年代也生產過石英錶。且莫斯科第一鐘錶廠亦有生產走時準確，但又價錢廉宜的機械航海鐘。

## 工廠的沒落
自1991年蘇聯瓦解以後，工廠亦轉變為私營化。可是於2004年，莫斯科第一鐘錶廠被分拆出售，例如俄羅斯的Maktime收購了3133系列計時碼錶機芯的生產設備(Maktime 的3133生產線已於2011年關閉)，奇斯托波爾鐘錶廠亦收購了其2612鬧錶機芯的生產工具，自此莫斯科第一鐘錶廠亦正式結束其長達70多年的歷史。

## 機芯編號
- KchZ
- 41m
- 2200
- 2209
- 2408
- 2414
- 2415
- 2609
- 2612
- 2614
- 2616
- 3017
- 3105
- 3133
- 31659
- 31679
- 31681
- 31682

## 品牌
- 寶傑
- Buran
- Rodina
- Pobeda
- Shturmanskie
- Kirova
- Sportivine
- Strela

## 曾經/現正使用其機芯的品牌
- Cornavin
- Sekonda
- Poljot International
- Volmax
- Winsky